# Tomás Ledesma
Tomás Ledesma (Paraná, Argentina; 27 de diciembre de 1994) es un abogado y político argentino del Partido Justicialista. Es Diputado de la Nación Argentina por la Provincia de Entre Ríos desde 2021.

## Biografía
Nacido en Paraná, Tomás Ledesma es un Dirigente Político argentino del Partido Justicialista que transitó sus primeros estudios en el Colegio La Salle y luego se graduó en la Facultad de Derecho de la Universidad Nacional del Litoral. 
Se unió al Partido Justicialista a los 15 años, comenzando su carrera como dirigente estudiantil, alternando diferentes responsabilidades políticas.
Ledesma continuó ligado al Partido Justicialista y a sus 21 años fue designado al frente de un programa del Gobierno Nacional de Cristina Kirchner denominado "Ho.Gar", el cual buscaba garantizar el acceso al gas para las poblaciones vulnerables. Ledesma trabajó junto a un universo de 70.000 (setenta mil) familias entrerrianas que pudieron acceder al gas. Entre los años 2016 y 2019 se dedicó a sus estudios y participó activamente del armado del espacio político Unidad Ciudadana, expresión que aportaría al triunfo aplastante del Peronismo en la Provincia de Entre Ríos durante el año 2019. 
A partir del año 2020, a sus 24 años, fue designado en el Ministerio del Interior de La Nación como Coordinador de la Región Centro (Entre Ríos, Santa Fe y Córdoba) bajo la órbita del entonces Ministro Eduardo de Pedro. Ledesma se dedicó durante dos años a trabajar con gobiernos locales y acercar programas de equipamiento a las comunas y los municipios. 
Alternó la gestión con capacitación en cuanto a la planificación estratégica de políticas públicas locales, dictada por la Federación Argentina de Municipios y la Fundación Internacional para el Desarrollo Local
Posterior a su paso por el Poder Ejecutivo fue electo Diputado de la Nación Argentina por la Provincia de Entre Ríos en las Elecciones legislativas de 2021.
Como Diputado de la Nación Argentina, ha presentado más de 80 proyectos, entre los que resaltan la "Ley de Justicia Digital Educativa" que busca garantizar el acceso a la conectividad de todos los estudiantes del país, como así también a dispositivos tecnológicos que permitan el aprendizaje y desarrollo humano. También presentó el "Registro Federal de Gobiernos Locales", proyecto que busca ordenar la información de todos los gobiernos locales del país para facilitar el acceso a la información, la transparencia y la agilidad en la gestión, particularmente en los municipios más pequeños. Ingreso recientemente un proyecto para abordar el Bullyng y comenzó a trabajar activamente la temática. Entre otras, recientemente presentó una iniciativa para congelar las tarifas durante 6 meses debido a los importantes aumentos que se vienen desarrollando
Fue recientemente designado como integrante del Consejo Provincial del Partido Justicialista. 

## Historial electoral
| Año  | Candidatura                          | Partido/Coalición                     | Elección     | votos   | Porcentaje       | Resultado                 |
| ---- | ------------------------------------ | ------------------------------------- | ------------ | ------- | ---------------- | ------------------------- |
| 2021 | Diputado de la Nación por Entre Ríos | Partido Justicialista/Frente de Todos | Legislativas | 252.521 | \| \| 31,63 % \| | Electo (3.er lugar lista) |
|      | 31,63 %                              |                                       |              |         |                  |                           |